# 千人町
千人町（せんにんちょう）は、東京都八王子市の地名。現行行政地名は千人町一丁目から四丁目。住居表示実施済み区域。郵便番号は193-0835（八王子西郵便局管区）。

## 地理
八王子市市中部、JR中央本線と南浅川の間に位置し、西八王子駅北口一帯を占める。国道20号（甲州街道）以北は住宅地となっているほか、宗格院など、八王子千人同心（以下、本項では「千人同心」と記す）ゆかりの寺院がある。
東で追分町・日吉町、西で並木町、南で台町・散田町、北で横川町・長房町と隣接する。
毎年7月の最終土曜・日曜日（ただし2009年は9月5日・6日開催）には西八王子駅北口前・西八仲通りで地元商店街・町内会主催による踊れ西八夏まつりが開催され、市民グループなどにより阿波踊りやYOSAKOIソーランが披露される。

## 歴史
千人町の歴史は、1593年（文禄2年）当時の武蔵国多摩郡八王子横山に千人同心の拝領屋敷が設けられ、そこに、そのうち頭および組頭の約100人が移住してきたことに始まる。当時、千人同心は500人であったため「五百人町」と呼ばれていた。「千人町」と呼ばれるようになったのは、1600年（慶長5年）に1,000人に増強されて以降のことである。

### 地名の由来
町名は、千人同心の屋敷があったことに由来する。

### 沿革
- 1593年（文禄2年） - 武蔵国多摩郡八王子横山（現・八王子市千人町および追分町）の拝領屋敷に千人同心の小人頭500名のうち頭および組頭が移住する。
- 1600年（慶長5年） - 千人同心が1,000名に増員される。
- 1889年（明治22年）4月1日 - 町制施行に伴い八王子町発足、千人町はこの一部となる。
- 1917年（大正6年）9月1日 - 市制施行に伴い八王子市発足。
- 1939年（昭和14年）4月1日 - 国鉄西八王子駅が開業する。
- 1967年（昭和42年） - 住居表示を実施。一～四丁目に変更。
- 1987年（昭和62年）4月1日 - 西八王子駅が国鉄分割民営化により東日本旅客鉄道の駅となる。

## 世帯数と人口
2017年（平成29年）12月31日現在の世帯数と人口は以下の通りである。
| 丁目         | 世帯数    | 人口    |
| ------------ | --------- | ------- |
| 千人町一丁目 | 813世帯   | 1,383人 |
| 千人町二丁目 | 1,306世帯 | 2,112人 |
| 千人町三丁目 | 1,170世帯 | 2,191人 |
| 千人町四丁目 | 736世帯   | 1,254人 |
| 計           | 4,025世帯 | 6,940人 |

## 小・中学校の学区
市立小・中学校に通う場合、学区は以下の通りとなる。
| 丁目         | 番地 | 小学校               | 中学校               |
| ------------ | ---- | -------------------- | -------------------- |
| 千人町一丁目 | 全域 | 八王子市立第五小学校 | 八王子市立第七中学校 |
| 千人町二丁目 | 全域 | 八王子市立第五小学校 | 八王子市立第七中学校 |
| 千人町三丁目 | 全域 | 八王子市立第五小学校 | 八王子市立第七中学校 |
| 千人町四丁目 | 全域 | 八王子市立第五小学校 | 八王子市立第七中学校 |

## 交通

### 鉄道
- 東日本旅客鉄道（JR東日本）
  - 中央本線（中央線快速）　：　西八王子駅

### 道路
- 国道20号（甲州街道）

## 施設

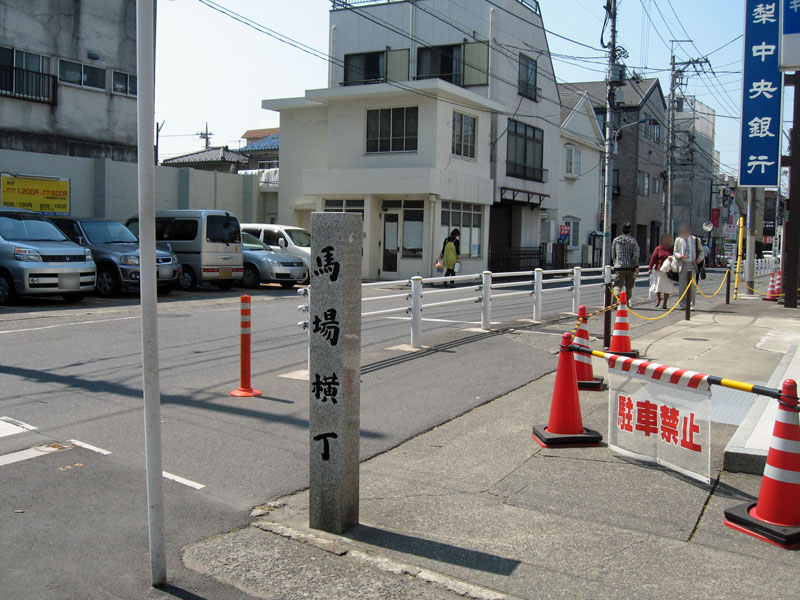
馬場横丁の碑（山梨中央銀行横）

### 行政
- 八王子市立中央図書館（千人町三丁目）

### 教育
- 東京都立八王子桑志高等学校（旧・東京都立八王子工業高等学校）（千人町四丁目）
- 八王子市立第五小学校（千人町三丁目）
- 八王子市立千人保育園（千人町三丁目）

### 郵便局・金融機関
- 八王子千人町郵便局（千人町四丁目）
- 山梨中央銀行八王子支店（千人町二丁目）
- 大東京信用組合西八支店（千人町二丁目）

### 商業
- ダイエー西八王子店（旧・忠実屋→ダイエー→グルメシティ）（千人町二丁目）
- セレオ西八王子（ロンロン市場、マツモトキヨシ、他）（千人町二丁目）
- 北口商店街（くまざわ書店、マクドナルド、他）（千人町二丁目）

### 神社・寺院
- 興岳寺（千人町一丁目）
- 宗格院（千人町二丁目）
- 経王寺（千人町二丁目）